# ولفجانج كوهلر
ولفجانج كوهلر (بالألمانية: Wolfgang Köhler)‏ (ولد في 21 يناير1887م، وتوفي في 11 يونيو 1967م) هو عالم نفس ألماني وأحد مؤسسي مدرسة علم النفس الغشتلتي، مع ماكر فيرذيمير، وكورت كوفكا.

## سيرته
وُلِدَ ولفجانج كوهلر في مدينة تالين في استونيا من ابوين ألمانيين. عندما أصبح في سن السادسة من العمر انتقل مع عائلته إلى ألمانيا. درس في جامعات توبينغن، وبون، وبرلين. وفي عام 1909م. أكمل اطروحة تخرجه في علم نفس السمعيات، تحت اشراف كارل ستمبف.
استمر في بحوثه في السمعيات في جامعة فرانكفورت حيث التقى هناك بـ (ماكس فيرتيمر)، و (كيرت كوفكا)، المؤسسين الاخرين لمدرسة علم النفس الغشتلتي. منذ عام 1913م إلى عام 1920م، أصبح مديراً في مركز بحوث الحشرات في الاكاديمية البروسية للعلوم، في تينيريف، في جزر الكناري، حيث بقى هناك اثناء الحرب. في تلك الفترة اثبت ظاهرة التعلم الفجائي (التعلم بالبصيرة) عند القردة الكبار. وشرح بحوثه في كتاب نشره عام 1917م باللغة الألمانية. في عام 1920م عاد إلى ألمانيا، وبين عام 1920م، وعام 1935م، صار يُعلم في جامعة برلين، ثم تولى منصب مدير معهد علم النفس هناك. كتب في تلك الفترة كتاب (علم نفس الجشطلت)، الذي نُشر في عام 1929م.
عند وصول النازيين للحكم، انتقد سياستهم العنصرية علناً، ثم لزم عليه مغادرة ألمانيا وفعل ذلك عام 1935م. هاجر للولايات المتحدة وصار استاذا في كلية سورثمور في بنسيلفانيا حيث درّس هناك إلى سنة 1955م. ثم انتقل بعد ذلك إلى معهد الدراسات العليا في جامعة برنستون، ثم صار استاذاً في كلية دارتموث.
استلم النسخة الأولى من جائزة (الإسهام العلمي المتميز) لجمعية علماء النفس الأمريكية، التي صار فيما بعد رئيساً لها.

## ظاهرة البصيرة
إن إحدى نتائج بحوث كوهلر الأكثر شهرة هي وصفه لظاهرة البصيرة لدى الشمبانزي. حيث وصف كوهلر كيف ان الحيوان يتوقف بعد عدد من المحاولات في حل مشكلة ما، يتوقف عن المحاولة ويفكر ساكناً ثم فجأة تبدو عليه انه عرف طريقة الحل بعد ان تأمل فيها، ويتصرف بسرعة بطريقة صحيحة ويحل المشكلة.
ما قاله كوهلر يتعارض مع نظرية التعلم في المدرسة السلوكية.

## روابط خارجية
- ولفجانج كوهلر على موقع الموسوعة البريطانية (الإنجليزية)
- ولفجانج كوهلر على موقع مونزينجر (الألمانية)